# Haley Batten
Haley Batten (* 19. September 1998 in Park City) ist eine US-amerikanische Mountainbikerin, die im Cross Country aktiv ist.

## Sportlicher Werdegang
Mit dem Mountainbikesport begann Batten im Alter von 9 Jahren, mit 14 gewann sie ihren ersten nationalen Titel im Nachwuchsbereich und wurde Mitglied im Whole Athlete development team. Als Juniorin kam sie zum Clif Pro Team, nach dem Wechsel in die U23 startete sie in der Saison 2017 erstmals im UCI-Mountainbike-Weltcup im Cross-Country (XCO) und kam bei allen Rennen unter die Top 10.
Den nächsten Schritt nach vorn machte sie in der Saison 2019, als sie ihren ersten Weltcup-Sieg in der U23 erzielen konnte und Panamerika-Meisterin im Cross-Country der U23 wurde. Zudem gewann sie mit der US-amerikanischen Cross-Country-Staffel jeweils die Silbermedaille bei den UCI-Mountainbike-Weltmeisterschaften und den Panamerika-Meisterschaften.
In der Saison 2020 gewann sie mit ihrer damaligen Teamgefährtin Annika Langvad die Etappenrennen Cyprus Sunshine Epic und Swiss Epic. Bei den Weltmeisterschaften wurde sie Vierte im Cross-Country der U23.
In der Saison 2021 startete Batten im Weltcup erstmals in der Elite. An der zweiten Weltcup-Station in Nové Město na Moravě gewann sie mit dem Cross-country Short Track (XCC) das erste Weltcup-Rennen ihrer Karriere in der Elite. Im Mai wurde sie zusammen mit Kate Courtney für die Olympischen Sommerspiele in Tokio nominiert, wo sie im Cross-Country den neunten Platz belegte.
Im März 2022 gewann Batten im Team mit Sofía Gómez Villafañe das südafrikanische Cape Epic. In den Saisons 2022 und 2023 kam sie im Weltcup mehrfach unter die Top Ten. Ihr bestes Rennen absolvierte sie jedoch bei den Mountainbike-Weltmeisterschaften 2022, als sie über die olympische Distanz die Bronzemedaille gewann. Zusätzlich stand sie auch mit der US-amerikanischen Cross-Country-Staffel auf dem Podium. Im April 2024 gewann sie im Mountainbike-Weltcup von Araxá sowohl das Cross-Country- als auch das Shorttrack-Rennen. Bei den Panamerika-Meisterschaften wenige Monate später war sie ebenfalls in beiden Wettbewerben erfolgreich, dazu mit der Staffel. Ende Juli gewann sie beim olympischen Mountainbikerennen die Silbermedaille, drei Minuten hinter Pauline Ferrand-Prévot. Obwohl sie in der Schlussphase regelwidrig den Materialposten durchfahren hatte, entschied die Jury, ihr das Ergebnis zu belassen.

## Erfolge
2015
- US-Meisterin (Junioren) – Cross-Country XCO

2017
- US-Meisterin (U23) – Cross-Country XCO

2019
- Weltmeisterschaften – Staffel XCR
- Panamerika-Meisterin (U23) – Cross-Country XCO
- Panamerika-Meisterschaften – Staffel XCR
- ein Erfolg UCI-MTB-Weltcup (U23) – Cross-Country XCO

2020
- Gesamtwertung Swiss Epic mit Annika Langvad
- Gesamtwertung Cyprus Sunshine Epic mit Annika Langvad

2021
- ein Erfolg UCI-MTB-Weltcup – Short Track XCC

2022
- Gesamtwertung Cape Epic (mit Sofía Gómez Villafañe)
- Weltmeisterschaften  – Cross-Country XCO
- Weltmeisterschaften  – Staffel XCR

2024
- Panamerika-Meisterin – Cross-Country XCO, Short Track XCC, Staffel XCR
- Olympische Spiele – Cross-Country XCO
- ein Erfolg UCI-MTB-Weltcup – Cross-Country XCO
- ein Erfolg UCI-MTB-Weltcup – Short Track XCC